# Neanura muscorum
Neanura muscorum är en urinsektsart som först beskrevs av Robert Templeton 1835.  Neanura muscorum ingår i släktet Neanura och familjen Neanuridae. Denna art är en av Sveriges större hoppstjärtar och kan bli 3-4mm. Den har en tjock, blågrå kropp med en till fyra par långhåriga vårtor på varje kroppssegment. Den saknar hoppstjärt. Mundelarna är nålformiga och antas livnära sig på svampar som växer på bark. Den är utbredd och inns under bark, i mossa och förna. Arten är reproducerande i Sverige. Inga underarter finns listade i Catalogue of Life.